# 델체보시

델체보 시의 위치

델체보시(마케도니아어: Општина Делчево)는 마케도니아 공화국 동부에 위치한 지방 자치체로 행정 중심지는 델체보이며 면적은 422.39km2, 인구는 17,505명(2002년 기준)이다. 북쪽과 동쪽으로는 불가리아와 국경을 접하며 북서쪽으로는 마케돈스카카메니차 시, 서쪽으로는 비니차 시, 남서쪽으로는 베로보 시, 남쪽으로는 페흐체보 시와 접한다.